# Joseph Kingsley Swampillai
Joseph Kingsley Swampillai (Tamil யோசப் கிங்ஸ்லி சுவாம்பிள்ளை Yōcap Kiṅsli Cuvāmpiḷḷai; * 9. Dezember 1936 in Kayts) ist ein sri-lankischer Geistlicher und emeritierter Bischof von Trincomalee.

## Leben
Joseph Kingsley Swampillai empfing am 20. Dezember 1961 die Priesterweihe. 
Papst Johannes Paul II. ernannte ihn am 17. März 1983 zum Bischof von Trincomalee-Batticaloa. Der Kardinalpräfekt der Kongregation für die Evangelisierung der Völker, Agnelo Rossi, spendete ihm am 7. Mai desselben Jahres die Bischofsweihe; Mitkonsekratoren waren Duraisamy Simon Lourdusamy, Sekretär der Kongregation für die Evangelisierung der Völker, und Adam Kozłowiecki SJ, Alterzbischof von Lusaka.
Nach der Ausgründung des Bistums Batticaloa im Jahr 2012 blieb er Bischof von Trincomalee.
Am 3. Juni 2015 nahm Papst Franziskus seinen altersbedingten Rücktritt an. Papst Franziskus ernannte ihn am 14. Januar 2016 zum Apostolischen Administrator des vakanten Bistums Mannar.